# لامپوک (کالیفرنیا)
لامپوک (به انگلیسی: Lompoc) شهری در شهرستان سانتا باربارا، کالیفرنیا ایالت کالیفرنیا است که در سرشماری سال ۲۰۱۰ میلادی، ۴۲۴۳۴ نفر جمعیت داشته است.